# Leopold Grünzweig
Leopold Grünzweig (* 24. Dezember 1923 in Freundorf; † 17. Juni 2003 in Tulln) war ein österreichischer Politiker (SPÖ). Er war Landeskulturreferent und von 1980 bis 1986 Landeshauptmannstellvertreter von Niederösterreich.

## Leben
Leopold Grünzweig besuchte die Lehrerbildungsanstalt St. Pölten. Nach Ende des Zweiten Weltkriegs und Rückkehr aus britischer Kriegsgefangenschaft schloss er seine Ausbildung ab und unterrichtete an der Hauptschule Sieghartskirchen. 1955 wurde er dort geschäftsführender Gemeinderat, von 1970 bis 1972 war er auch Bürgermeister.
Im Jahr 1959 wurde er in den Landtag von Niederösterreich gewählt. Ab 1969 war er in der Landesregierung als Landesrat zuständig für Kultur und Bildung. Von 1980 bis 1986  war Grünzweig Parteivorsitzender der SPÖ Niederösterreich und Landeshauptmannstellvertreter.

## Auszeichnungen
- Silberne Florianiplakette des Niederösterreichischen Landesfeuerwehrverbandes (1982)[1]